# Markus Hediger

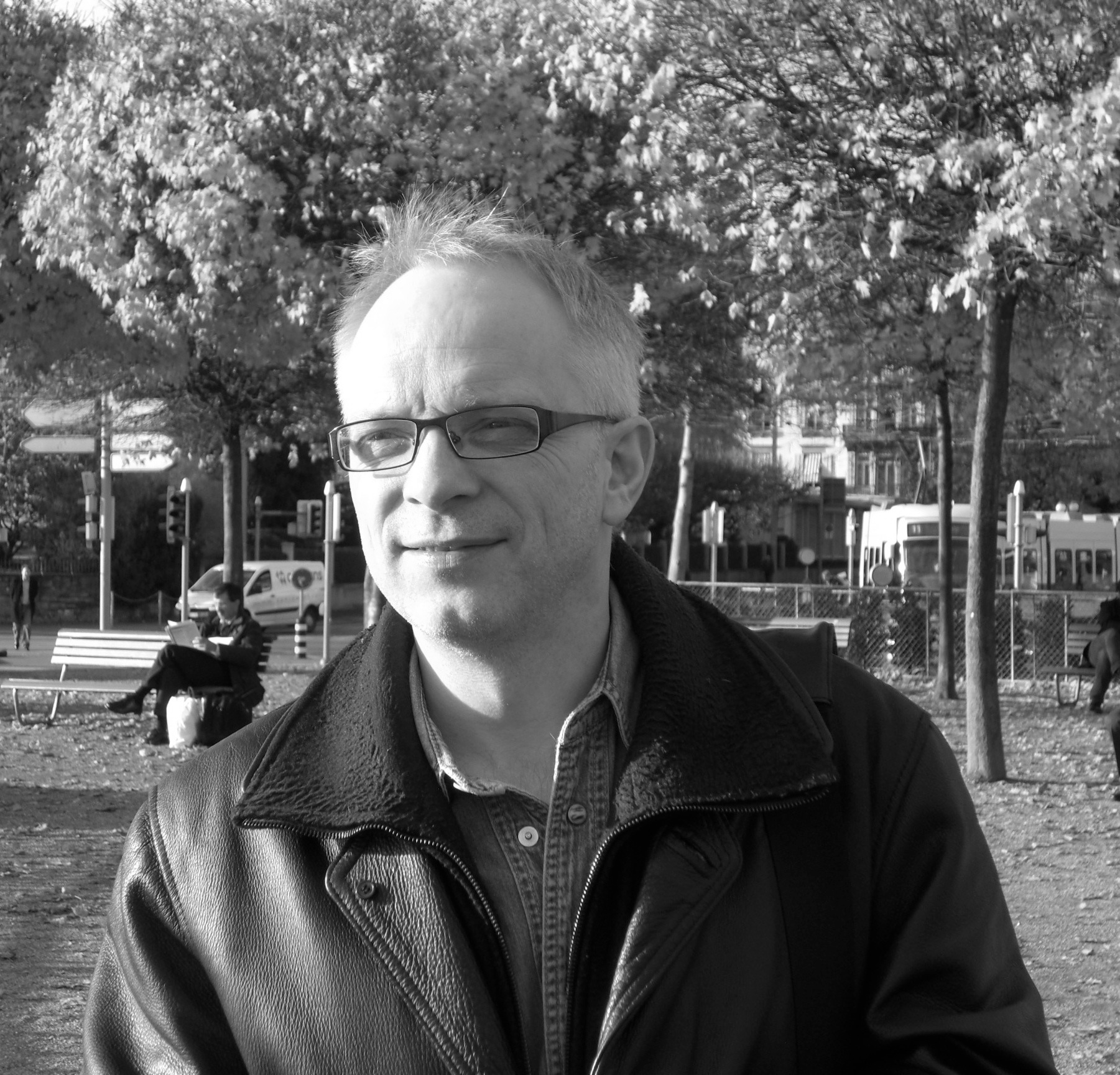
Markus Hediger 2009 in Zürich

Markus Hediger (* 31. März 1959 in Zürich) ist ein Schweizer Schriftsteller und Übersetzer.

## Leben
Markus Hediger verbrachte seine Kindheit und Jugend in Reinach. Nach der Matura an der Neuen Kantonsschule Aarau studierte er ab 1980 Romanistik und Literaturkritik (letztere bei Werner Weber) an der Universität Zürich und schloss 1990 mit dem Lizenziat ab. 1984/85 war er Deutschassistent am Lycée Montaigne in Bordeaux.
1975 entdeckte er Frankreich, insbesondere Paris. Dort lernte er 1979 den libanesischen Dichter und Dramatiker Georges Schehadé kennen, der ihm neue Horizonte eröffnete und den er bis zu dessen Tod 1989 regelmässig besuchte. Weitere für die Entwicklung seiner Persönlichkeit und seines Kunstverstandes wichtige Begegnungen waren die Dichter Erika Burkart und Guillevic sowie die Romanciers Hugo Loetscher, Walter Vogt, Otto Steiger, Julien Green, Georges Borgeaud und Claude Delarue.
Früh fing Markus Hediger an, Abenteuergeschichten und später Erzählungen sowie einen Roman auf Deutsch zu schreiben. 1977 begann er sich die französische Sprache anzueignen. Noch heute dient sie ihm dazu, ganz persönliche Dinge auszudrücken, wohingegen seine Muttersprache, das Deutsche, die Sprache ist, in die er Romane, Erzählungen, Gedichte und Artikel aus dem Französischen übersetzt. 1978 entstand ein erster lyrischer Text auf Französisch, 18 Jahre später erschien sein erster Gedichtband, Ne retournez pas la pierre (1996). Ebenfalls 1978 machte er sich an eine Neuübersetzung des Stücks Huis Clos von Jean-Paul Sartre und des Einakters Lucienne de Carpentras von Yves Navarre. Noch während seines Studiums erschien seine erste Übersetzung: Der Verbannte von Grado (1984) von Jacques Mercanton. Diesem folgten nach 1990 über zwanzig weitere Publikationen.
Markus Hediger war von 1991 bis 2002 Mitglied der Gruppe Olten, die er von 1999 bis 2002 beim CEATL – Conseil Européen des Associations de Traducteurs Littéraires – vertrat. Dieselbe Funktion hatte er von 2003 bis 2013 beim neu gegründeten gesamtschweizerischen Verband Autorinnen und Autoren der Schweiz (AdS) inne, in welchem er von 2007 bis 2013 Vorstandsmitglied war.
2011 wurde er u. a. ans Internationale Poesiefestival Rosario, 2012 ans Festival Rilke in Siders, 2014 ans Internationale Poesiefestival Medellín, 2016 ans Internationale Poesiefestival Lima sowie ans Festival Europa in versi in Como, 2017 an die Literaturtage Zofingen und mehrmals an den Seetaler Poesiesommer eingeladen.
Seit Dezember 2018 ist Markus Hediger Präsident der Peter Mieg Stiftung in Lenzburg.

## Werke

### Lyrik
- Ne retournez pas la pierre, romésie (1981–1995), Éditions de l'Aire, Vevey 1996, ISBN 2-88108-437-0.
- Là pour me souvenir / Qui per ricordare (traduzione di Alberto Panaro e Grazia Regoli), Auswahl von 17 Gedichten auf Französisch und Italienisch. Lietocollelibiri, Faloppio 2005, ISBN 88-7848-154-8.
- En deçà de la lumière romésie II (1996–2007), Éditions de l'Aire, Vevey 2009, ISBN 978-2-88108-886-5.
- Pour que quelqu'un de vous se souvienne, Alla Chiara Fonte, Viganello Lugano 2013.
- L'or et l'ombre. Un seul corps, romésies I-III (1981–2016), Vorwort von René de Ceccatty, Éditions de l'Aire, L'Aire bleue, Vevey 2017, ISBN 978-2-94058-612-7.
- Dans le cendrier du temps, romésie III (2008-2021), Éditions de l'Aire, L'Aire bleue, Vevey 2022, ISBN 978-2-88956-222-0.

### In deutscher Übersetzung
- Va-t'en. Oublie / Geh. Vergiss, Gedichte 1981–2013, aus dem Französischen von Yla M. von Dach (unter Mitarbeit des Autors), Wolfbach Verlag, Zürich 2014, ISBN 978-3-905910-47-6

### Audio-CD
- Ne retournez pas la pierre – Dreht den Stein nicht um. Français – Deutsch (CD Audio), Übersetzung von Yla M. von Dach, Arsmedia, Schöftland 1999, ISBN 3-909188-36-2.

### Gedichtvertonungen
- Susanne Baltensperger, Au fond du son für Orgel, Bariton und Monochord (2010)
- Vivien Memo
  - Les Netsuké pour soprano et piano (2010)
  - Cinq chants perdus pour soprano et piano (2010)
- Constantinos Stylianou, L'Or et l'ombre for high voice and piano (2010–2011)

### Essay
- Les Après-midi de Georges Schehadé. In: Rencontre II. Éditions de l'Aire, Vevey 2009, ISBN 978-2-88108-900-8.

### Anthologie
- Passagen – Erzählungen aus der französischen Schweiz 1970–1990. Benziger, Zürich 1991

### Übersetzungen
- Jacques Mercanton: Der Verbannte von Grado (fr. La Sibylle). Italienische Erzählungen. Benziger, Zürich 1984
- Étienne Barilier: Die Katze Musica (fr. Musique). Roman. Benziger, Zürich 1991
- Bernard Comment: Diener des Wissens (fr. L’Ombre de mémoire). Roman. Benziger, Zürich 1992
- Alice Rivaz: Wolken in der Hand (fr. Nuages dans la main). Roman. Huber, Frauenfeld 1992, und Lenos Verlag, Basel 1995
- Jacques Mercanton: Die Stunden des James Joyce (fr. Les Heures de James Joyce). Essay. Lenos, Basel 1993
- Yves Laplace: Ein vorbildlicher Mann (fr. Un Homme exemplaire). Roman. Lenos, Basel 1994
- Alice Rivaz: Schlaflose Nacht (fr. Jette ton pain). Roman. Lenos, Basel 1994, Lenos Taschenbuch 1997 und Schweizer Bibliothek, Zürich 2005
- Jacques-Étienne Bovard: Warum rauchen Sie, Monsieur Grin? (fr. La Griffe). Roman. Lenos, Basel 1996
- Élisabeth Horem: Der Ring (fr. Le Ring). Roman. Lenos Verlag, Basel 1996
- Yvette Z’Graggen: Matthias Berg (fr. Matthias Berg). Roman. Lenos, Basel 1997, Lenos Taschenbuch 2004 und 2014
- Alice Rivaz: Aus dem Gedächtnis, aus dem Vergessen (fr. De Mémoire et d’oubli). Erzählungen. Lenos, Basel 1997
- Yvette Z’Graggen: La Punta (fr. La Punta). Roman. Lenos, Basel 1999, Lenos Taschenbuch 2000 und 2008
- Alice Rivaz: Wie Sand durch die Finger (fr. Comme le sable). Roman. Lenos, Basel 2000 und Lenos Taschenbuch 2007
- Alice Rivaz: Das Wellental (fr. Le Creux de la vague). Roman. Lenos, Basel 2001
- Rose-Marie Pagnard: Judiths Vermächtnis (fr. La Leçon de Judith). Erzählung. Lenos, Basel 2002
- Jean-Bernard Vuillème: Mit dem Gesicht zum Rücken (fr. Face à dos). Roman. Lenos, Basel 2003
- Yvette Z’Graggen: Die Hügel (fr. Les Collines). Erzählung. Lenos, Basel 2004
- Nicolas Bouvier: Aussen und innen (fr. Le Dehors et le dedans). Gedichte. Lenos, Basel 2005
- Yvette Z’Graggen: Weiher unter Eis (fr. Un Etang sous la glace). Roman. Lenos, Basel 2006; Lenos Taschenbuch 2013
- Yvette Z’Graggen: Lebenssplitter (fr. Eclats de vie). Lenos, Basel 2008; Lenos Taschenbuch 2016
- Claire Krähenbühl: Ailleurs peut-être / Vielleicht anderswo. Gedichte. Wolfbach Verlag, Zürich 2013, ISBN 978-3-905910-38-4
- Pierre-Alain Tâche: Dire adieu / Abschied nehmen. Wolfbach, Zürich 2017, ISBN 978-3-905910-91-9
- Ken Bugul: Keine andere Wahl?, Schweizerisches Jugendschriftenwerk, Zürich 2019, ISBN 978-3-7269-0187-5

Übersetzungen von Gedichten und lyrischer Prosa, insbesondere von Edmond-Henri Crisinel, Edgardo Dobry, Federico García Lorca, Claire Genoux, Valery Larbaud, Silvana Lattmann, Jean-Georges Lossier, Pericle Patocchi, Fabio Pusterla, Georges Schehadé und Émile Zola.

### Preise und Auszeichnungen
- 1981: Förderpreis des Kuratoriums für die Förderung des kulturellen Lebens, Kanton Aargau (für Erzählungen auf Deutsch)
- 1982: Förderpreis des Bundesamtes für Kultur (für Erzählungen auf Deutsch)
- 1986: Förderpreis des Kuratoriums für die Förderung des kulturellen Lebens, Kanton Aargau (für ein Romanprojekt auf Deutsch)
- 1990: Erika Burkart-Förderungsgabe der Goethe-Stiftung aus Anlass der Vergabe des Wolfgang-Amadeus-Mozart-Preises an Erika Burkart
- 1992: Werkbeitrag (Übersetzung) der Schweizer Kulturstiftung Pro Helvetia
- 1994: Übersetzerpreis der UBS Schweizerische Bankgesellschaft
- 1999: Werkbeitrag (Übersetzung) Schweizer Kulturstiftung Pro Helvetia
- 1999: Beitrag an das künstlerische Schaffen des Aargauer Kuratoriums (für En deçà de la lumière)
- 2002: Ehrengabe der Stadt Zürich für Judiths Vermächtnis von Rose-Marie Pagnard
- 2003: Werkjahr (Übersetzung) Kanton Zürich
- 2009: Werkbeitrag (Übersetzung) Kanton Zürich für Lebenssplitter von Yvette Z'Graggen
- 2012: Werkbeitrag des Aargauer Kuratoriums (für ein Gedichtprojekt)
- 2016: Werkbeitrag der Schweizer Kulturstiftung Pro Helvetia (für ein Gedichtprojekt)